# Phu Yen
Phu Yen (på vietnamesiska Phú Yên) är en provins i centrala Vietnam. Provinsen består av stadsdistriktet Tuy Hoa (huvudstaden) och sju landsbygdsdistrikt: Dong Xuan, Phu Hoa, Song Cau, Song Hinh, Son Hoa, Tuy An samt Tuy Hoa.